# NGC 5529
NGC 5529 est une très vaste galaxie spirale située dans la constellation du Bouvier. Sa vitesse par rapport au fond diffus cosmologique est de 3 055 ± 13 km/s, ce qui correspond à une distance de Hubble de 45,1 ± 3,2 Mpc (∼147 millions d'al). NGC 5529 a été découverte par l'astronome germano-britannique William Herschel en 1785.

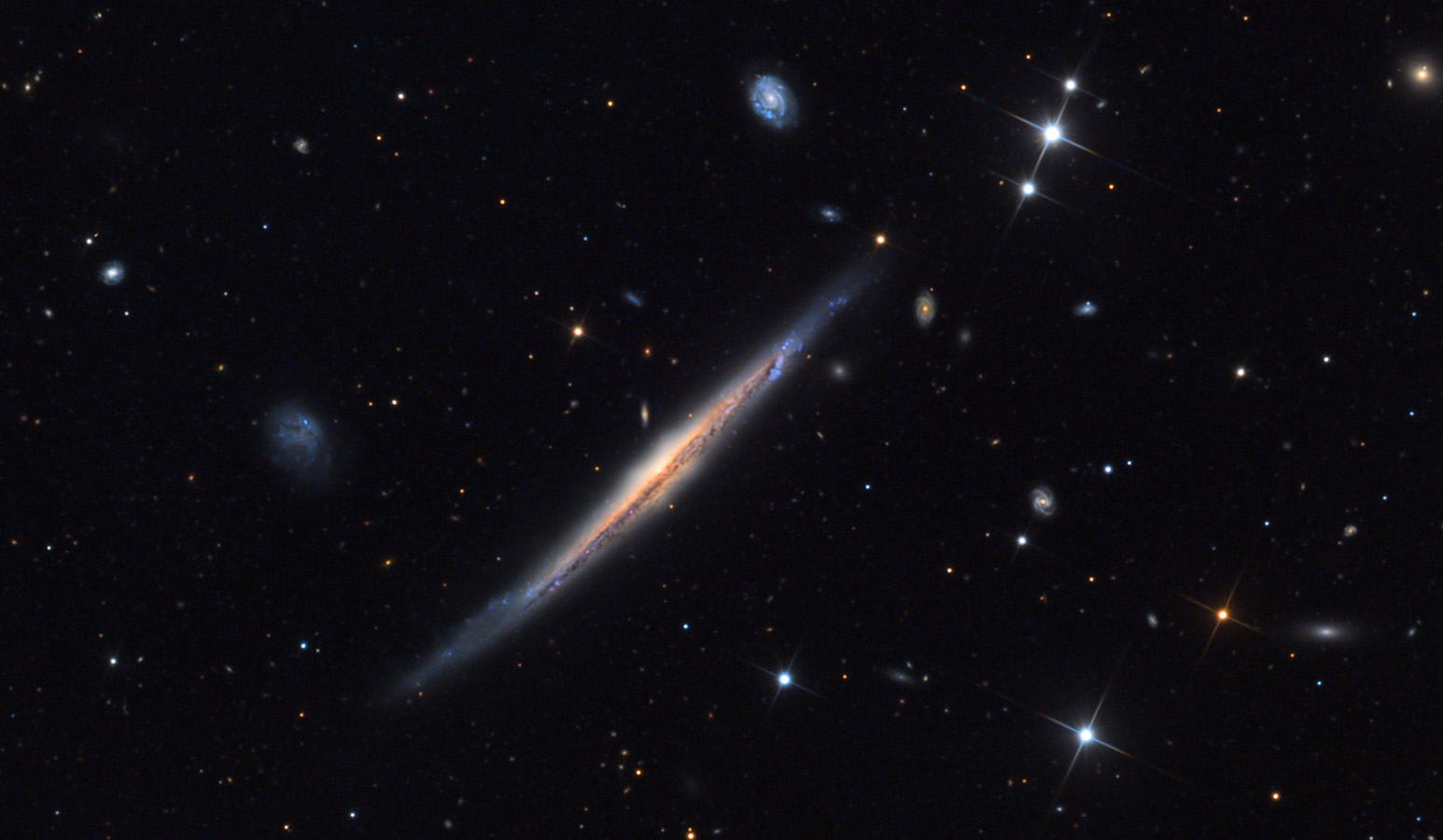
NGC 5529 par Adam Block (Observatoire du mont Lemmon/Université de l'Arizona).

La classe de luminosité de NGC 5526 est III et elle présente une large raie HI.
À ce jour, 18 mesures non basées sur le décalage vers le rouge (redshift) donnent une distance de 41,622 ± 9,322 Mpc (∼136 millions d'al), ce qui est à l'intérieur des valeurs de la distance de Hubble. Notons cependant que c'est avec la valeur moyenne des mesures indépendantes, lorsqu'elles existent, que la base de données NASA/IPAC calcule le diamètre d'une galaxie et qu'en conséquence le diamètre de NGC 5529 pourrait être d'environ 83,8 kpc (∼273 000 al) si on utilisait la distance de Hubble pour le calculer.

## Groupe de NGC 5557

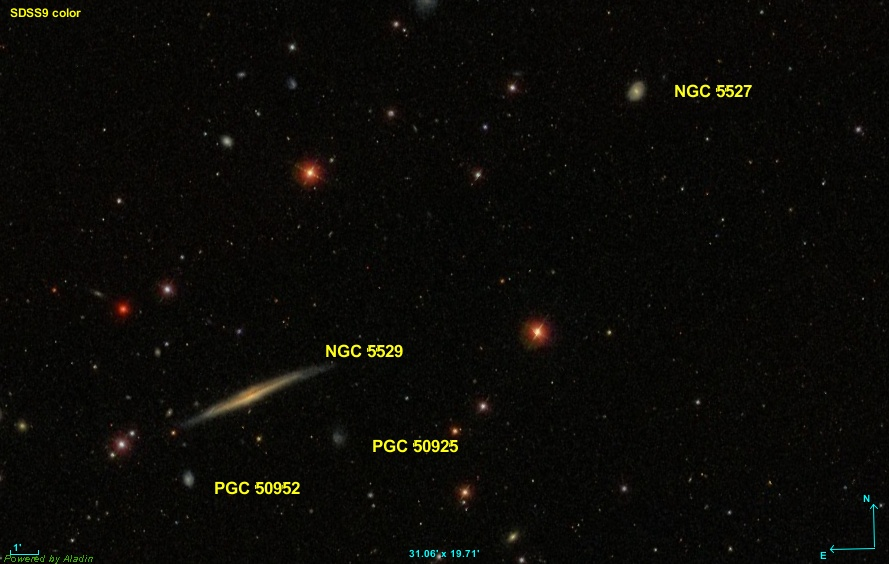
Les deux galaxies au sud de NGC 5529 sont PGC 50952 et PGC 50925. PGC est souvent identifié incorrectement à NGC 5527 qui est situé au nord-ouest de NGC 5529.

Selon Abraham Mahtessian, NGC 5529 fait partie du groupe de NGC 5557, la galaxie la plus brillante de ce groupe. Ce groupe de galaxies compte au moins sept membres. Les six autres galaxies du groupe sont NGC 5544, NGC 5545, NGC 5557, NGC 5589, NGC 5590 et NGC 5596.
A. M. Garcia mentionne aussi ce groupe, mais la galaxie NGC 5529 ne figure pas dans sa liste alors que les six autres y sont.